# Grantiopsis
Grantiopsis är ett släkte av svampdjur. Grantiopsis ingår i familjen Lelapiidae.
Kladogram enligt Catalogue of Life:
| Grantiopsis | \| \| Grantiopsis heroni \| \| \| \| \| \| Grantiopsis vosmaeri \| \| \| \| |
|             | \| \| Grantiopsis heroni \| \| \| \| \| \| Grantiopsis vosmaeri \| \| \| \| |
|             | Kebira                                                                      |
|             |                                                                             |
|             | Lelapia                                                                     |
|             |                                                                             |
|             | Paralelapia                                                                 |
|             |                                                                             |
|             | Sycyssa                                                                     |
|             |                                                                             |
|             | Grantiopsis heroni                                                          |
|             |                                                                             |
|             | Grantiopsis vosmaeri                                                        |
|             |                                                                             |

|  | Grantiopsis heroni   |
|  |                      |
|  | Grantiopsis vosmaeri |
|  |                      |